# 2706 Borovský
A 2706 Borovsky (ideiglenes jelöléssel 1980 VW) a Naprendszer kisbolygóövében található aszteroida. Zdenka Vávrová fedezte fel 1980. november 11-én.